# Suffer in Paradise
Suffer in Paradise ist eine 2009 gegründete Funeral-Doom-Band.

## Geschichte
Im Jahr 2009 gründeten der Sänger und Gitarrist Alexey Gagarin, der Keyboarder Sergey Flyurin und der Bassist R. Pickman die Funeral-Doom-Band Suffer in Paradise in Woronesch. Nach der Aufnahme eines selbstbetitelten Demos ging das Projekt auseinander und wurde erst 2014 reaktiviert.
Gemeinsam spielte die Gruppe im gleichen Jahr das positiv aufgenommene Debüt This Dead Is World für Endless Winter ein. Alex Drozd räumte in einer für Doom-Metal.com verfassten Rezension ein, dass This Dead Is World „kein Album zum aktiv konzentrierten hören“ sei, da die Gruppe ihm zu repetitiv vorgehe, doch die Melodien seien „großartig“, „bemerkenswert“ und „schön“. In einer Rezension für das italienische Webzine Aristocrazia schrieb Crypt of Fear, dass das Album kein „Superlativ“ böte, jedoch im Genre „angenehm“ klänge und eine „schwere Atmosphäre“ transportiere. Stefano Cavanna schrieb für metaleyes.iyezine, dass das Album ein „Allgeilmittel“ in der Wartezeit „bis zur Rückkehr der Top-Namen“ des Genres sei.
Nach der Veröffentlichung schloss sich Gitarrist Zakhar T.S. der Band an. Als Quartett wurde das zweite, 2016 veröffentlichte, Album Ephemere eingespielt. Auch Ephemere erfuhr lobende Resonanz. Eli Elliott kritisierte für Doom-Metal.com, dass Suffer in Paradise die Ingredienzen des Genres gekonnt bediene, diese jedoch zu sicher spiele. Als größten Kritikpunkt führte er eine fehlende Dynamik aus der Ermangelung eines Schlagzeugers an. Für Aristocrazia schrieb erneut Crypt of Fear, diesmal führte er an, dass sich die Gruppe mit Ephemere als stabile Gruppe etabliert habe, die nicht enttäusche. Cavanna besprach das Album erneut für metaleyes.iyeznie, das eines der besten Alben des Jahres gewesen sei und sich als Flaggschiff des Genres entpuppe und Suffer in Paradise Bands wie Comatose Vigil und Abstract Spirit in dieser Rolle beerbt habe.

## Stil
Das Webzine Doom-Metal.com beschreibt die von Suffer in Paradise gespielte Musik als „melodische Variante des Funeral Doom.“ Rezensenten verweisen hinzukommend auf Genreinterpreten wie Comatose Vigil, Skepticism, Profetus und Abstract Spirit.
Die Musik sei geprägt von „Keyboard und programmierten Schlagzeugspiel“, wobei das Keyboard als „fast ständig präsent“ beschrieben wird. Das Songwriting sei dem Genre entsprechend. Das Tempo bleibt langsam und nimmt nur selten Dynamik auf. Das Gitarrenspiel ist riffbetont und der Gesang als gutturales Growling gehalten.

## Diskografie
- 2010: Suffer in Paradise (Demo, Selbstverlag)
- 2016: This Dead Is World (Album, Endless Winter)
- 2017: Ephemere (Album, Endless Winter)